# As boas maneiras
As boas maneiras è un film del 2017 diretto da Marco Dutra e Juliana Rojas.
Ha vinto il Premio speciale della giuria del Festival del film Locarno 2017.